# Борислав Микелић
Борислав Боро Микелић (Добрљин, 13. септембар 1939 — Београд, 12. мај 2018) био је српски привредник и политичар у Хрватској. За вријеме постојања СФРЈ био је функционер Савеза комуниста Хрватске и делегат у Сабору СР Хрватске. Након увођења вишестраначког система постао је оснивач и предсједник Социјалистичке партије Хрватске (1990), а касније и предсједник Владе Републике Српске Крајине (1994-1995).

## Живот
За вријеме Другог свјетског рата је као дјете остао сироче.
Приликом формирања Социјалистичке партије Хрватске, која је основана 25. августа 1990. године у Петрињи, изабран је за страначког предсједника. Касније је постао предсједник Владе Републике Српске Крајине, а на тој функцији се налазио од 21. априла 1994. године до 27. јула 1995. године.
Преминуо је 12. маја 2018. године у Београду. Сахрањен је 17. маја 2018. на мјесном гробљу Демизовац у родном Добрљину.